# Urophysa
Urophysa är ett släkte av ranunkelväxter. Urophysa ingår i familjen ranunkelväxter.
Kladogram enligt Catalogue of Life:
| Urophysa | \| \| Urophysa henryi \| \| \| \| \| \| Urophysa rockii \| \| \| \| |
|          | \| \| Urophysa henryi \| \| \| \| \| \| Urophysa rockii \| \| \| \| |
|          | Urophysa henryi                                                     |
|          |                                                                     |
|          | Urophysa rockii                                                     |
|          |                                                                     |